# Rudolf Gleißner
Nacido en Núremberg (Alemania) en 1942, Rudolf Gleißner (normalmente trascrito como Rudolf Gleissner) estudió violonchelo en Núremberg, Múnich y Detmold con André Navarra, Enrico Mainardi y Pablo Casals. 
Fue solista de la Orquesta Radiosinfónica de Berlín en la temporada 1968-69. 
Gleißner realiza una amplia labor concertística como músico solista y de cámara. Desde 1970 es miembro del "Stuttgarter Soloist", y desde 1978 es Profesor de la Universidad de Música y Artes Escénicas de Stuttgart.